# Frédéric Baille
Pour les articles homonymes, voir Baille (homonymie).
Frédéric Baille, né le 17 décembre 1848 à Caen et mort le 20 mai 1910 à Nice, est un journaliste puis administrateur colonial français.

## Biographie
Né le 17 décembre 1848 au hameau de la Maladrerie (Caen), Valère-Louis-Charles-Frédéric Baille est le fils de Charlotte-Sophie-Frédéricque Raique (1815-1889) et de Gabriel-Marie-Frédéric Baille (1807-1886), alors sous-directeur de la prison de Beaulieu.
Élève du lycée de Versailles puis du lycée Charlemagne, Frédéric Baille est reçu avocat à l'issue de ses études de droit.
Pendant la Guerre franco-allemande de 1870, Frédéric Baille combat avec le grade de sous-lieutenant au sein des Mobiles de l'Oise, département où son père dirige la maison centrale de Clermont.
Entre 1872 et 1881, Frédéric Baille est employé comme rédacteur au ministère de l'Intérieur. En 1879, il épouse Honorine-Charlotte Diétrich (1847-1907), veuve de Claude-Jean Petitet (1842-1877), ancien directeur de la compagnie d'assurances « L'Univers ».
Au cours des années 1870-1880, Baille se fait connaître comme journaliste en collaborant à L'Assemblée nationale, à la Revue de France, à la Bibliothèque universelle et Revue suisse, au Jour puis à La Ligue d'Andrieux, à La Jeune France et au Constitutionnel (qui a absorbé La Ligue).
Vers 1885-1886, Baille est présenté à l'ancien ministre Paul Bert par son ami Andrieux. Le 29 avril 1886, peu de temps après la nomination de Bert au poste de résident supérieur des protectorats d'Annam et du Tonkin, Baille entre dans l'administration coloniale en étant nommé vice-résident de France à Hué, en Annam.
Il occupe par la suite les postes de résident de 2e classe à Hué (1888) et à Hải Dương, au Tonkin (1889), de résident de 1re classe à Hué (1890), de résident-maire d'Haïphong (1892-1893), de résident de la Province de Bắc Ninh (1893-1894), de résident-maire d'Hanoï (1893-1895), de résident supérieur par intérim à Hué (1895-1896), de résident de Bắc Ninh (1897) et de résident-maire d'Hanoï (vers 1900). En 1902, il est nommé inspecteur des services civils de l'Indochine. Au cours de ses missions, il adresse au Temps plusieurs lettres sur l'Annam. Celles-ci sont réunies dans un volume en 1890.
Chevalier de la Légion d'honneur depuis 1898, Baille est promu au grade d'officier de cet ordre en 1903. En 1906, il assure les fonctions de commissaire-général de l'Indochine à l'exposition coloniale de Marseille.
Gouverneur honoraire des colonies, Baille meurt à Nice le 20 mai 1910. Il est inhumé à Marseille.